# Resseliella pinifoliae
Resseliella pinifoliae är en tvåvingeart som först beskrevs av Ephraim Porter Felt 1936.  Resseliella pinifoliae ingår i släktet Resseliella och familjen gallmyggor.
Artens utbredningsområde är New York. Inga underarter finns listade i Catalogue of Life.